# سیارک ۹۶۲۱۷
سیارک ۹۶۲۱۷ (به انگلیسی: 96217 Gronchi، نامگذاری:1993RP2) نود و شش هزار و دویست و هفدهمین سیارک کشف شده‌است که در ۱۴ سپتامبر ۱۹۹۳ کشف شد.